# لندزداون (ویرجینیا)
لندزداون (به انگلیسی: Lansdowne) یک منطقهٔ مسکونی در ایالات متحده آمریکا است که در شهرستان لادن، ویرجینیا واقع شده‌است. لندزداون ۱۱٬۲۵۳ نفر جمعیت دارد.